# A végzet hatalma (opera)
A végzet hatalma (olaszul La forza del destino) Giuseppe Verdi egyik négyfelvonásos operája. Szövegkönyvét Francesco Maria Piave írta Ángel de Saavedra, Rivas hercegének azonos című drámája alapján. Ősbemutatójára 1862. november 10-én került sor Szentpéterváron. Magyarországon először 1875. november 9-én mutatták be a Nemzeti Színházban.

## Szereplők
| Szereplő                                                                                         | Hangfekvés   |
| ------------------------------------------------------------------------------------------------ | ------------ |
| Calatrava márki                                                                                  | basszus      |
| Leonora di Vargas, a lánya                                                                       | szoprán      |
| Don Carlos di Vargas, a fia                                                                      | bariton      |
| Don Alvaro, mesztic, az inka királyi család leszármazottja                                       | tenor        |
| Preziosilla, fiatal cigánylány                                                                   | mezzoszoprán |
| Páter Guardiano, ferences szerzetes                                                              | basszus      |
| Fra Melitone                                                                                     | bariton      |
| Curra, Leonora komornája                                                                         | mezzoszoprán |
| Trabucco, öszvérhajcsár                                                                          | tenor        |
| öszvérhajcsárok, spanyol és olasz parasztok, katonák, ferences szerzetesek, koldusok, vidéki nép |              |

## Cselekmény
Helyszín: Spanyolország, Olaszország
Idő: 1750 körül

### Első felvonás
Sevilla: terem Calatrava márki házában
Leonora szerelmét, Don Alvarót várja, aki az inka uralkodók leszármazottja. El akarnak szökni, mivel Leonora apja megtiltotta lányának, hogy egy félvérhez menjen feleségül. Az ifjú páron rajtaüt a márki és vissza akarja tartani lányát. Alvaro békés szándékát bizonyítandó eldobja a pisztolyát, de a fegyver röptiben elsül és megöli a márkit.

### Második felvonás
Első jelenet
Hornachuelos falu
Leonorának és Alvarónak nem sikerült közösen elmenekülni, útjaik szétváltak. Leonora a fivére, Carlos bosszújától tartva férfiruhában bolyong és keresi Alvarót. A halászfaluban találkoznak, ahol Leonora csak úgy kerüli el, hogy fivére felismerje, mint aki egy hadjárathoz toboroz katonákat. Carlos a kíváncsi tömegnek elmeséli Alvaro és Leonora történetét. Leonora most már nem csak bűnösnek érzi magát apja haláláért, hanem úgy gondolja, hogy Alvaro elárulta és elhagyta őt. Elhatározza, hogy vezekelni fog.
Második jelenet
Madonna degli Angeli kolostor Hornachuelos közelében
Leonora kolostorba vonul, hogy bűntudatára megváltást nyerjen. Guardino atya ismeri sorsát és beleegyezik, hogy Leonora remetének vonuljon vissza és megátkoz mindenkit aki megközelítené őt.

### Harmadik felvonás
Első jelenet
Itália: erdő Velletri közelében
Sok év után Alvaro azt hiszi, hogy Leonora meghalt. A spanyol hadsereghez szegődik, megmenti egy tiszt életét és ezzel új barátra lel. A tiszt Carlos, aki álnéven szintén a spanyol hadseregben szolgál.
Második jelenet
Fogadóterem egy magas rangú spanyol tiszt házában
Alvaro súlyosan megsebesül és átadja Carlosnak minden holmiját, azzal a kéréssel, hogy halála után égessen el mindent. Carlos gyanút fog, mert barátja kiejtette a Calatrava nevet. Esküje tiltja, hogy belenézzen az iratokba, de meglátja a holmik között Leonora képmását és rájön, hogy barátjában régen keresett ellenségét találta meg.
Harmadik jelenet
Fogadóterem egy magas rangú spanyol tiszt házában
Carlos felfedi kilétét a meggyógyult Alvaro előtt és párbajra hívja ki. Alvaro hiába hivatkozik barátságukra és ártatlanságára, Carlost nem sikerül kiengesztelnie. Az őrök mentik ki Alvarót a dühtől megtébolyult Carlos kezei közül. Mivel úgy gondolja, hogy számára már nem létezik szerelem, Alvaro kolostorbavonulás mellett dönt.

### Negyedik felvonás
Első jelenet
A Madonna degli Angeli kolostor udvara
Carlos, aki hét éven keresztül kereste Alvarót, végre megtalálta nyomát a kolostorban. Alvaro igyekszik elkerülni az összecsapást, de hiába.
Második jelenet
Völgy kietlen sziklák között
A remeteként élő Leonora nem találta meg áhított belső békéjét és még mindig Alvaróról álmodozik. Két férfi ront be a remetelakba. A párbajban Alvaro halálos sebet ejt Carloson. A szerelmesek felismerik egymást. A haldokló Carlos leszúrja húgát, aki Guardiano atya áldásával Alvaro karjaiban hal meg.

## Híres áriák, zeneművek
- Me pellegrina ed orfana – Leonora áriája (első felvonás)
- Son Pereda son ricco d'onore – Don Carlos áriája (második felvonás)
- Sono giunta! . . . Madre, pietosa Vergine – Leonora áriája (második felvonás)
- Al suon del tamburo – Preziosilla áriája (második felvonás)
- La vita è inferno . . . O tu che in seno agli angeli – Don Alvaro áriája (harmadik felvonás)
- Morir! Tremenda cosa! . . . Urna fatale del mio destino – Don Carlo áriája (harmadik felvonás)
- Pace, pace mio Dio! – Leonora áriája (negyedik felvonás)